# آزادی دین در عربستان سعودی
پادشاهی عربستان سعودی یک سلطنت مطلقه اسلامی است که در آن اسلام سنی بر اساس قوانین محکم شریعت دین دولتی رسمی است. غیر مسلمانان باید در خلوت به دین خود بپردازند و در معرض تبعیض و تبعید هستند. با این که هیچ قانونی همه شهروندان را ملزم نمی‌کند که مسلمان باشند، خارجی‌های غیرمسلمان که تلاش می‌کنند تابعیت عربستان سعودی را به دست آورند، باید به اسلام روی آورند. فرزندانی که از پدران مسلمان به دنیا می‌آیند، طبق قانون مسلمان تلقی می‌شوند و گرویدن از اسلام به دین دیگر ارتداد محسوب می‌شود و مجازات اعدام دارد. توهین به اسلام سنی نیز مجازات اعدام دارد، اما مجازات رایج تر برای آن، حبس طولانی است. بر اساس گزارش ۲۰۱۳ وزارت امور خارجه ایالات متحده در مورد آزادی مذهبی بین‌المللی، «هیچ گزارش تایید شده‌ای از اعدام برای ارتداد یا توهین به مقدسات» بین سال‌های ۱۹۱۳ و ۲۰۱۳ وجود نداشته‌است.
آزادی دینی عملاً وجود ندارد. دولت آزادی دین را قانوناً به رسمیت نمی‌شناسد و از آن حفاظت نمی‌کند و در عمل این آزادی به شدت محدود شده‌است. به عنوان یک سیاست، دولت حق عبادت خصوصی را برای همه، از جمله غیرمسلمانانی که برای انجام اعمال مذهبی در خانه‌ها جمع می‌شوند، تضمین و از آن حفاظت می‌کند. اما در عمل به این حق احترام گذاشته نمی‌شود و در قانون تعریف نشده‌است.
پلیس اسلامی سعودی (عربی: مطوعین) که با نام کمیته ترویج فضیلت و پیشگیری از منکر (CPVPV) یا «پلیس مذهبی» نیز شناخته می‌شود، ممنوعیت اعمال عمومی ادیان غیر اسلامی را اجرا می‌کرد، اگرچه اختیارات آن در آوریل ۲۰۱۶ به میزان قابل توجهی کاهش یافت. شریعت برای همه افراد داخل عربستان سعودی صرف نظر از مذهب اعمال می‌شود.

## وضعیت آزادی مذهبی
عربستان سعودی یک حکومت دینی اسلامی است و دولت قرآن و سنت (سنت) محمدی را قانون اساسی این کشور اعلام کرده‌است. آزادی مذهب غیرقانونی نیست، اما ترویج دین غیرقانونی است. اسلام دین رسمی است. طبق این قانون، فرزندانی که از پدران مسلمان به دنیا می‌آیند نیز مسلمان هستند، صرف نظر از کشور یا سنت مذهبی که در آن بزرگ شده‌اند. دولت دین‌ورزی عمومی ادیان دیگر را ممنوع می‌کند، اما عموماً به ادیان غیر اسلامی اجازه می‌دهد تا به‌طور خصوصی دین‌ورزی کنند. منبع اولیه قانون در عربستان سعودی مبتنی بر شریعت (حقوق اسلامی) است، به طوری که دادگاه‌های شرعی عمدتاً بر اساس دستورالعملی است که از قرآن و سنت گرفته شده‌است. علاوه بر این، قوانین و عرف سنتی قبیله ای همچنان قابل توجه است.
تنها تعطیلات ملی در عربستان سعودی دو عید است، عید فطر در پایان ماه رمضان و عید قربان در پایان مراسم حج و روز ملی عربستان. اعمال متضاد با آن، مانند جشن مولدالنبی (میلاد حضرت محمد) و زیارت مقبره مسلمانان نامدار، ممنوع است، اگرچه اجرای آن در برخی از جوامع راحت‌تر از سایر جوامع بود و شیعیان به صورت عمومی در برخی جوامع مجاز به برگزاری مراسم عاشورا بودند.

## محدودیت آزادی مذهبی

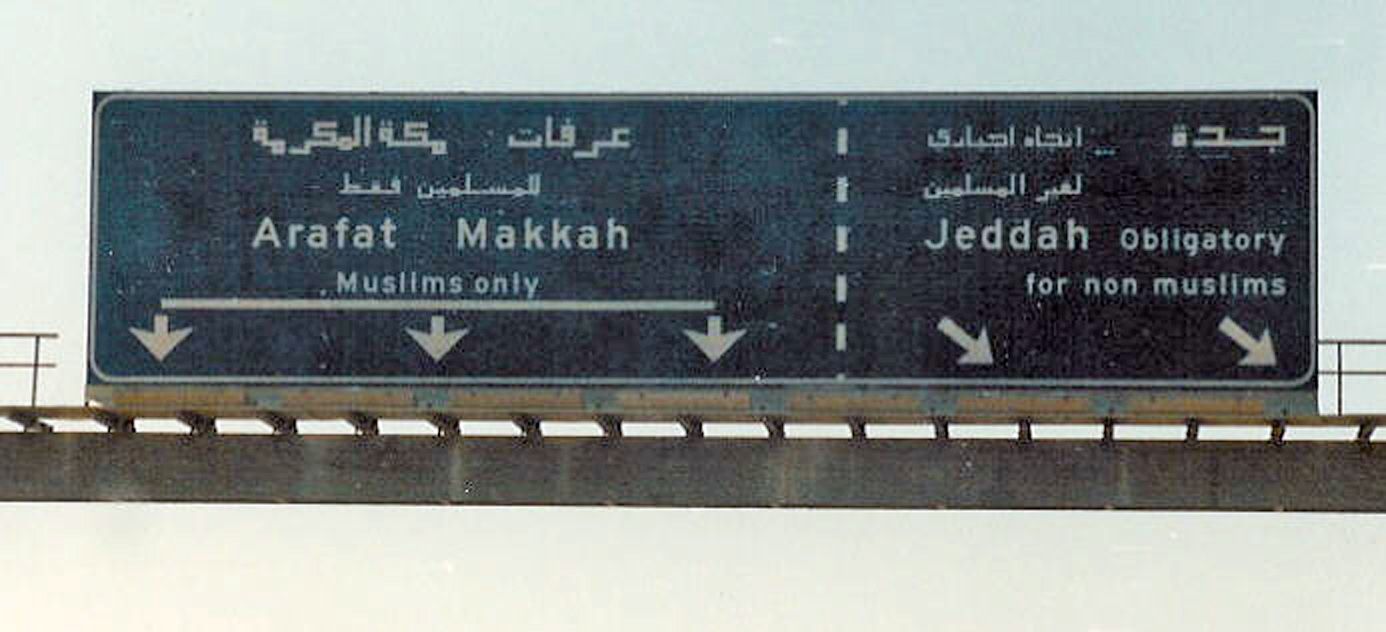
«جدّه: اجباری برای غیر مسلمانان». عربستان سعودی از ورود غیرمسلمانان به شهر مقدس مکه منع می‌کند. نمونه ای از تفکیک مذهبی.

اسلام ورزیدن به‌طور کلی محدود به مکتبی از شاخه سنی اسلام است که توسط محمد بن عبدالوهاب، یک محقق مذهبی عرب قرن هجدهم تفسیر شده‌است. در خارج از عربستان سعودی، این شاخه از اسلام اغلب به عنوان " وهابیت " شناخته می‌شود، اصطلاحی که سعودی‌ها از آن استفاده نمی‌کنند.
اعمال خلاف این تعبیر، مانند جشن میلاد محمد و زیارت مقبره مسلمانان نامدار، ممنوع است. انتشار آموزه‌های مسلمانان که مطابق با تفسیر رسمی پذیرفته شده اسلام نباشد ممنوع است. نویسندگان و سایر افرادی که علناً از این تفسیر انتقاد می‌کنند، از جمله کسانی که طرفدار تفسیر سخت‌گیرانه‌تر هستند و کسانی که طرفدار تفسیر معتدل‌تری نسبت به تفسیر دولت هستند، طبق گزارش‌ها زندانی شده‌اند و با اقدامات تلافی‌جویانه دیگری روبرو شده‌اند.
وزارت امور اسلامی بر ساخت و نگهداری تقریباً تمام مساجد در کشور نظارت و تأمین مالی می‌کند، اگرچه بیش از ۳۰ درصد از کل مساجد در عربستان سعودی توسط شخصیت‌های خصوصی ساخته و وقف شده‌است. این وزارت حقوق ائمه و سایر کسانی که در مساجد کار می‌کنند پرداخت می‌کند. یک کمیته دولتی شرایط ائمه را مشخص می‌کند. «پلیس مذهبی» یا مطوعین یک نهاد دولتی است و رئیس آن مقام وزارت دارد. این کمیته افراد مسلح و غیرمسلح را به میان مردم می‌فرستد تا اطمینان حاصل کند که شهروندان سعودی و مهاجران مقیم عربستان سعودی حداقل در ملاء عام از آداب اسلامی پیروی می‌کنند.
قوانین عربستان سعودی مشروبات الکلی و محصولات گوشت خوک را در این کشور ممنوع می‌کند زیرا آنها را خلاف اسلام می‌داند. کسانی که قانون را نقض می‌کنند مجازات‌های سختی دارند. مجازات قاچاق مواد مخدر همیشه اعدام است.
بر اساس قوانین عربستان، تبدیل مسلمان به دین دیگر ارتداد محسوب می‌شود که مجازات آن اعدام است. در مارس ۲۰۱۴، وزارت کشور عربستان سعودی با صدور فرمانی سلطنتی که تروریسم را به عنوان «فرستادن به افکار الحادی به هر شکل یا زیر سوال بردن مبانی دین اسلامی که این کشور بر آن استوار است» تعریف می‌کند همه ملحدان را تروریست نامید.
غیر مسلمانان نیز از سوی عربستان سعودی به شدت از ورود به شهر مقدس مکه منع شده‌اند. در بزرگراه‌ها، افسران پلیس مذهبی ممکن است آنها را منحرف کنند یا جریمه کنند. در خود شهر، بررسی جاده‌ها به صورت تصادفی انجام می‌شود. بازدید از مدینه به عنوان غیر مسلمان توسط عربستان سعودی مجاز است.

### توهین به مقدسات و ارتداد
عربستان سعودی قوانین جنایی ای دارد که تغییر دین یا دست کشیدن از اسلام، که به عنوان ارتداد تعریف شده و مجازات آن اعدام است را برای مسلمانان غیرقانونی می‌کند. به همین دلیل، عربستان سعودی به عنوان «جهنم مرتدان» شناخته می‌شود، بسیاری از مسلمانان سابق به دنبال خروج یا فرار از این کشور قبل از کشف بی اعتقادی خود هستند و زندگی دوم خود را با نام مستعار در اینترنت زندگی می‌کنند.
در ۳ سپتامبر ۱۹۹۲، صادق عبدالکریم مال الله پس از محکومیت به ارتداد و توهین به مقدسات در ملاء عام در القطیف در استان شرقی عربستان سعودی سر بریده شد. صادق ملاالله، یک مسلمان شیعه اهل عربستان سعودی، در آوریل ۱۹۸۸ دستگیر و به پرتاب سنگ به سمت گشت پلیس متهم شد. بنا بر گزارش‌ها، او در اولین ماه‌های بازداشتش برای مدت‌های طولانی در سلول انفرادی نگهداری می‌شد و قبل از اولین حضورش در برابر قاضی در ژوئیه ۱۹۸۸ شکنجه شد. گزارش شده‌است که قاضی از او خواسته‌است که از شیعه به اسلام سنی وهابی بگرود و گفته می‌شد که در این صورت به او قول محکومیت سبک تری داده‌است. پس از امتناع وی از این کار، او را به زندان المباحیث العمه (اطلاعات عمومی) در ذمام بردند و تا آوریل ۱۹۹۰ در آنجا نگهداری شد. وی سپس به زندان المباحیث الامه در ریاض منتقل شد و تا تاریخ اعدام در آنجا ماند. اعتقاد بر این است که صادق مال لله در تلاش‌ها برای تضمین حقوق اقلیت مسلمان شیعه عربستان سعودی مشارکت داشته‌است.